# Wandignies-Hamage
Wandignies-Hamage és un municipi francès, situat a la regió dels Alts de França, al departament del Nord. L'any 2006 tenia 1.413 habitants. Limita al nord amb Warlaing, a l'est amb Hélesmes, al sud-est amb Hornaing, al sud amb Erre, al sud-oest amb Fenain, a l'oest amb Rieulay i al nord-oest amb Marchiennes.

## Demografia
| 1962                                       | 1968  | 1975  | 1982  | 1990  | 1999  | 2006  |
| ------------------------------------------ | ----- | ----- | ----- | ----- | ----- | ----- |
| 1.055                                      | 1.013 | 1.016 | 1.070 | 1.114 | 1.123 | 1.187 |
| Des de 1962: població sense dobles comptes |       |       |       |       |       |       |

## Administració
| Període   | Identitat    | Partit |
| --------- | ------------ | ------ |
| 2001-2008 | André Noe    |        |
| 2008-     | Erich Frison |        |